# Hommelvik
Hommelvik este o localitate din comuna Malvik, provincia Sør-Trøndelag, Norvegia, cu o suprafață de 2,76 km² și o populație de 4.643 locuitori (2013).